# 西村 (千葉県)
西村（にしむら）は、千葉県長生郡（上埴生郡）にかつて存在した村である。
現在の長南町の南西部にあたり、一宮川の支流である埴生川の上流に位置している。長南町立西小学校などにその名をとどめる。

## 歴史
1878年（明治11年）、郡区町村編制法の施行に際し、「水沼村・佐坪村・山内村」および「岩撫村・竹林村・茗荷沢村・小沢村・報恩寺村」の連合で戸長役場が置かれ、市野々村は小生田村と連合した。1882年（明治15年）に佐坪村は一村独立するとともに「水沼村・山内村・岩撫村」および「竹林村・茗荷沢村・小沢村・報恩寺村」の組み合わせとなった。1884年（明治17年）、連合戸長役場の管轄変更により、「水沼村・山内村・岩撫村・竹林村・佐坪村」と「茗荷沢村・小沢村・報恩寺村・市野々村・下小野田村」の連合となった。
1889年（明治22年）、町村制の施行に伴い、9か村の合併により成立。村名は「郡の西側に位置するから」という理由で名付けられた。対になる名を持つ村として、東村が成立した。

### 沿革
- 1889年（明治22年）4月1日 - 町村制施行により水沼村、山内村、岩撫村、竹林村、佐坪村、市野々村、小沢村、報恩寺村、茗荷沢村が合併して上埴生郡西村が発足。
- 1897年（明治30年）4月1日 - 長柄郡、上埴生郡が統合されて長生郡となる。
- 1955年（昭和30年）2月11日 - 庁南町、豊栄村、東村と合併し、長南町を新設。同日西村廃止。